# Centralne Biuro Śledcze Policji

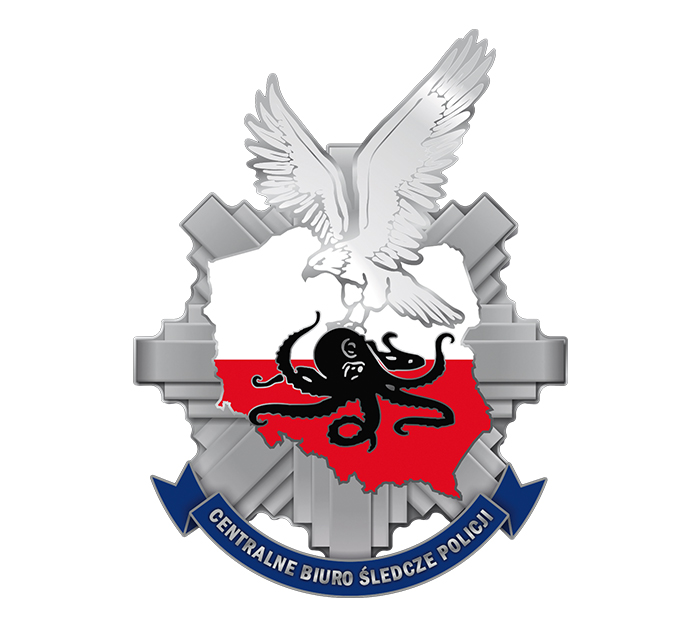
Logo Centralne Biuro Śledcze Policji (Zentrales Ermittlungsbüro der Polizei)

Das Centralne Biuro Śledcze Policji (CBŚP; deutsch Zentrales Ermittlungsbüro der Polizei) ist eine Organisation der polnischen Polizei, die die Aufgabe hat, das organisierte Verbrechen, Kriminalität mit Auslandsbezug und Drogenkriminalität zu bekämpfen. Zu den weiteren Aufgaben zählen die Aufklärung und Unterwanderung krimineller Gruppierungen.
Die Organisation wurde am 15. April 2000 durch den Zusammenschluss des „Büro zur Bekämpfung des organisierten Verbrechens“ und des „Büro zur Bekämpfung der Drogenkriminalität“ gegründet.